# Big Artist Best Collection Kazuo Zaitsu
『Big Artist Best Collection Kazuo Zaitsu』（ビッグ・アーティストベスト・コレクション・カズオ・ザイツ）は、1995年2月22日に東芝EMIからリリースされた財津和夫の4枚目のベスト・アルバム。

## 解説
『14 ENTRANCE』に続く、東芝EMI所属時の音源を集めたベスト・アルバム。

## 収録曲
1. 一枚の絵
2. 根雪
3. 二人だけの夜
4. 酒の唄
5. Blue Train（もしも、今でも君がひとりなら）
6. もし、それが…
7. 光の輪
8. 逃避行
9. Wake Up
10. I need you and YOU
11. 悪魔の子守唄
12. ル・デクラン
13. そしてまたあなたへ
14. まるで子供のように
15. 不思議なときめき
16. 切手のないおくりもの